# کوری بارلوگ
کوری بارلوگ (انگلیسی: Cory Barlog؛ زادهٔ ۲ سپتامبر ۱۹۷۵)توسعه دهنده و کارگردان بازی ویدئویی اهل آمریکاست که در حال حاضر به عنوان مدیر نوآوری استودیو سنتا مونیکا کار می کند. او بیشتر برای توسعه بازی های خدای جنگ (۲۰۰۵)، خدای جنگ ۲ و خدای جنگ (۲۰۱۸) شناخته می‌شود.
وی از سال ۲۰۰۰ میلادی تاکنون مشغول فعالیت بوده‌است.

## بازی‌شناسی
| سال  | بازی                                       | نقش                       | استودیو             |
| ---- | ------------------------------------------ | ------------------------- | ------------------- |
| ۱۹۹۹ | Requiem: Avenging Angel                    | هنرمند                    | Cyclone Studios     |
| ۲۰۰۰ | Rock 'em Sock 'em Robots Arena             | انیماتور                  | Paradox Development |
| ۲۰۰۲ | X-Men: Next Dimension                      | انیماتور اصلی             | Paradox Development |
| ۲۰۰۳ | Backyard Wrestling: Don't Try This at Home | انیماتور اصلی             | Paradox Development |
| ۲۰۰۵ | خدای جنگ                                   | انیماتور اصلی             | استودیو سنتا مونیکا |
| ۲۰۰۷ | خدای جنگ ۲                                 | کارگردان بازی، داستان‌نویس | استودیو سنتا مونیکا |
| ۲۰۰۸ | خدای جنگ: زنجیرهای المپ                    | داستان‌نویس                | استودیو سنتا مونیکا |
| ۲۰۱۰ | خدای جنگ ۳                                 | طرح اولیه، طرح داستان     | استودیو سنتا مونیکا |
| ۲۰۱۰ | خدای جنگ: روح اسپارتا                      | داستان‌نویس                | استودیو سنتا مونیکا |
| ۲۰۱۳ | مهاجم مقبره                                | کارگردان سینمایی          | کریستال داینامیکس   |
| ۲۰۱۸ | خدای جنگ                                   | کارگردان بازی، داستان‌نویس | استودیو سنتا مونیکا |
| ۲۰۲۲ | خدای جنگ رگناروک                           | تهیه کننده                | استودیو سنتا مونیکا |